# Lögnaren (paradox)
Lögnaren är en av filosofins mest välkända paradoxer. Den utgörs av ett påstående eller ett antal påståenden som motsäger sin egen sanning, det vill säga de är självmotsägande. Paradoxen har blivit en av filosofins mest omdiskuterade paradoxer då den ställer teorin om sanning på sin spets.
Lögnaren har ett otal formuleringar som löper över ett eller flera påståenden. I sina enklaste formuleringar, till exempel "Denna sats är falsk" eller "Jag ljuger nu" uttrycker påståendena en referens till sig själv – självreferens, vilket är den enklaste formen av cirkelreferens. Påståendena "Nästa påstående är sant" och "Föregående påstående var falskt" kan vara sanna var för sig men inte i kombination; påståendena utskrivs som "Det är sant att det här påståendet är falskt" respektive "Det är falskt att det här påståendet är sant" och är båda självmotsägande. De hänvisar till varandra och uttrycker cirkelreferens.
Det är emellertid inte cirkelreferensen i sig som skapar själva motsägelsen, ty exempelvis "Denna sats är sann" är också självrefererande men inte självmotsägande. Paradoxen får därför konsekvenser för begreppet sanning då den står i motsättning till idén att ett påstående antingen är sant eller falskt. Meningar kan konstrueras som inte kan tilldelas ett specifikt sanningsvärde, trots att de följer grammatiska och semantiska regler; om påståendet "Denna sats är falsk" är sant så är det även falskt, och är påståendet falskt så är det även sant. Paradoxen verkar därmed visa att vad vi tar för givet som sanningsteori faktiskt leder till motsägelser. De vanligaste förklaringarna av vad påståendet/påståendena beskriver är 1) "varken sant eller falskt", 2) "både sant och falskt" eller 3) "saknar mening".